# 约翰尼·约根森
约翰·杰伊·约根森（英語：John Jay Jorgensen，1921年12月28日—1973年1月19日），美国NBA联盟的前职业篮球运动员。